# حذاء التزلج على الجليد

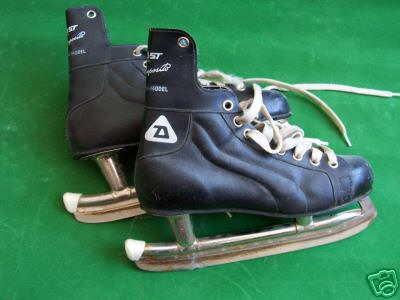
حذاء تزلج

حذاء التزلج على الجليد أو مزلق الجليد (بالإنجليزية: Ice skate)‏ هو حذاء يحتوي على حواف معدنية تسمح للشخص ألذي يرتديه بالتزلج على الجليد. ويتم استخدام هذا الحذاء في عدة رياضات مثل الرقص على الجليد وهوكي الجليد والباندي. حسب الدراسات التاريخية تقول بأن الفنلنديين هم أول من استخدموا هذا الحذاء قبل 5000 سنة بوضع عظام تحت احذيتهم تسمح لهم بالتزلج على الجليد. أما أول استخدام للمعادن كان في حوالي سنة 200 ميلادية في فينوسكنديا.

## الاضرار على القدم
يتسبب الحذاء الرياضي   
بـتشوه القدم بسبب نعله الضيق 
حيث انه يجعل شكل القدم اضيق و اصابع ملتزقة
و يعطي شكل القدم على شكل قالب الحذاء و ناهيك
عن الرائحة الكرية للقدم و البثور الفطريات و غيرها 
و تتشوه عادًا قدم المراهقيين من العمر 12 حتى العمر 22
اكثر من غيرهم